# 公皙哀

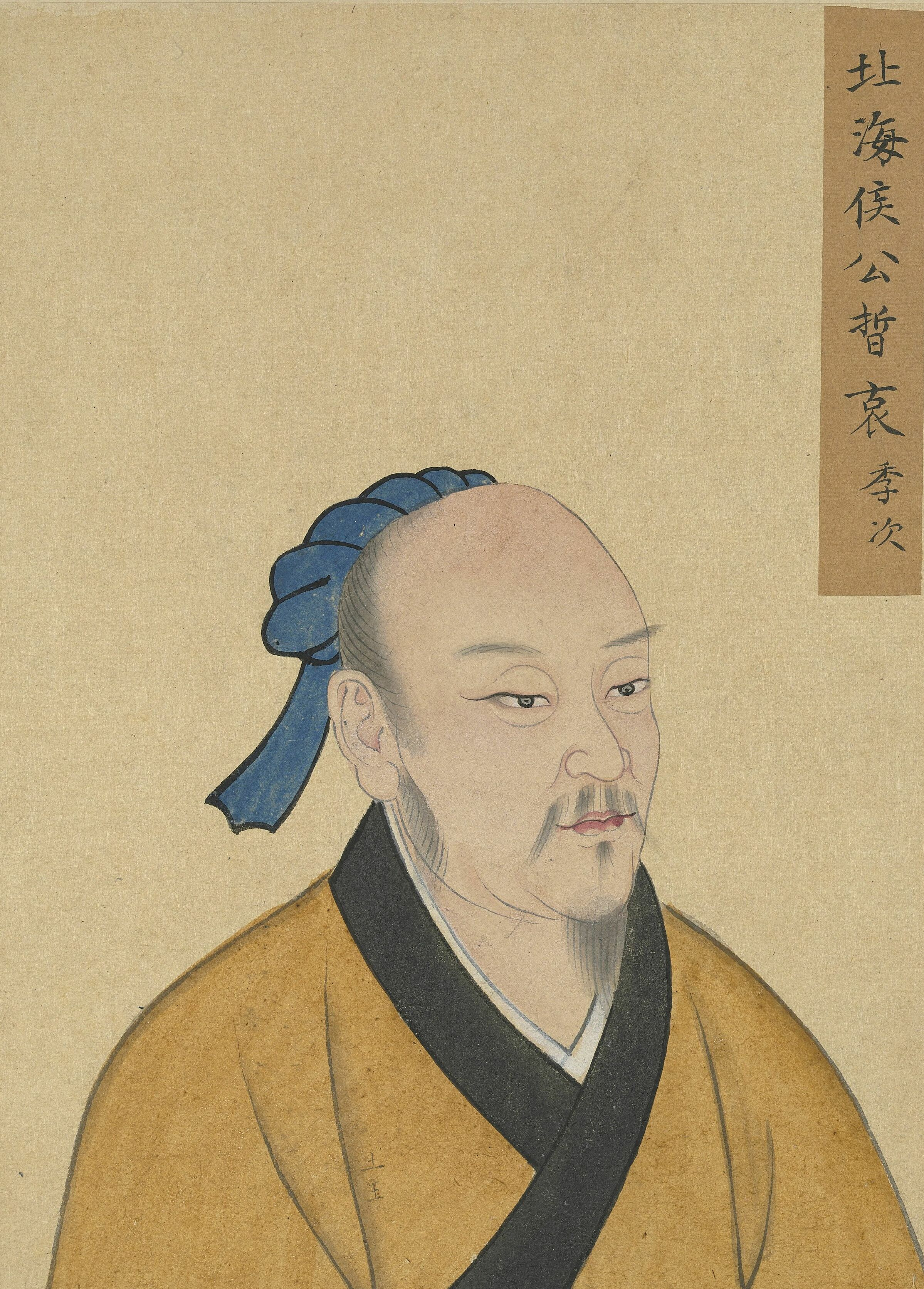
公皙哀

公皙哀（?—?），字季次，孔子七十二弟子之一。齐国人，《孔子家语》作“公皙克”。
孔子曰：“天下无行，多为家臣，仕於都；唯季次未尝仕。”
司馬遷. . .  [-61]. 及若季次、原宪，闾巷人也，读书怀独行君子之德，义不苟合当世，当世亦笑之。故季次、原宪终身空室蓬户，褐衣疏食不厌。死而已四百馀年，而弟子志之不倦。
唐玄宗尊之为“郳伯”，宋真宗加封为“北海侯”。明嘉靖九年改称“先贤公子”。清朝改正为“先贤公皙子”。

## 参看
- 孔子
- 孔子弟子列表